# Anastasia Screamed
Anastasia Screamed – amerykański zespół rockowy.
Zespół założyli w 1987 perkusista Christopher Burdett, gitarzysta Christopher Cugini, wokalista Andy Jagolinzer oraz basista Scott Lerner. Jeszcze w tym samym roku rolę wokalisty przejął Kanadyjczyk Chick Graning. Grupa wydała dwa single, a następnie, w 1989 roku, basistę zastąpił Charlie Bock. 
W 1990 ukazał się album Laughing Down the Limehouse wydany nakładem wytwórni Fire Records, z którą kontrakt zespół podpisał w tym samym roku. Rok później albumem Moontime kończy swoją działalność rozpadając się.
Graning kontynuował karierę tworząc w połowie lat 90. grupę Scarce.

## Skład
- Chick Graning – wokal
- Christopher Cugini – gitara
- Charlie Bock – gitara basowa
- Christopher Burdett – perkusja

## Dyskografia
- Laughing Down the Limehouse (1990)
- Moontime (1991)